# Ermir Lenjani
Ermir Lenjani (Pristina, 1989. augusztus 5. –) albán válogatott labdarúgó, a svájci Schaffhausen játékosa.
Az albán válogatott tagjaként részt vett a 2016-os Európa-bajnokságon.